# ウェッジ (出版社)
株式会社ウェッジ（英: Wedge Inc.）は、東京都千代田区神田小川町に本社を置く、東海旅客鉄道（JR東海）グループの出版社。

## 出版物

### 雑誌
- Wedge - 1989年4月創刊
- ひととき - 2001年8月創刊[2]

### 書籍
- ウェッジ選書 - 1999年4月創刊
- ウェッジ文庫 - 2007年10月創刊、2010年2月休刊。現在では忘れられた名エッセイ等を発掘・再刊した。

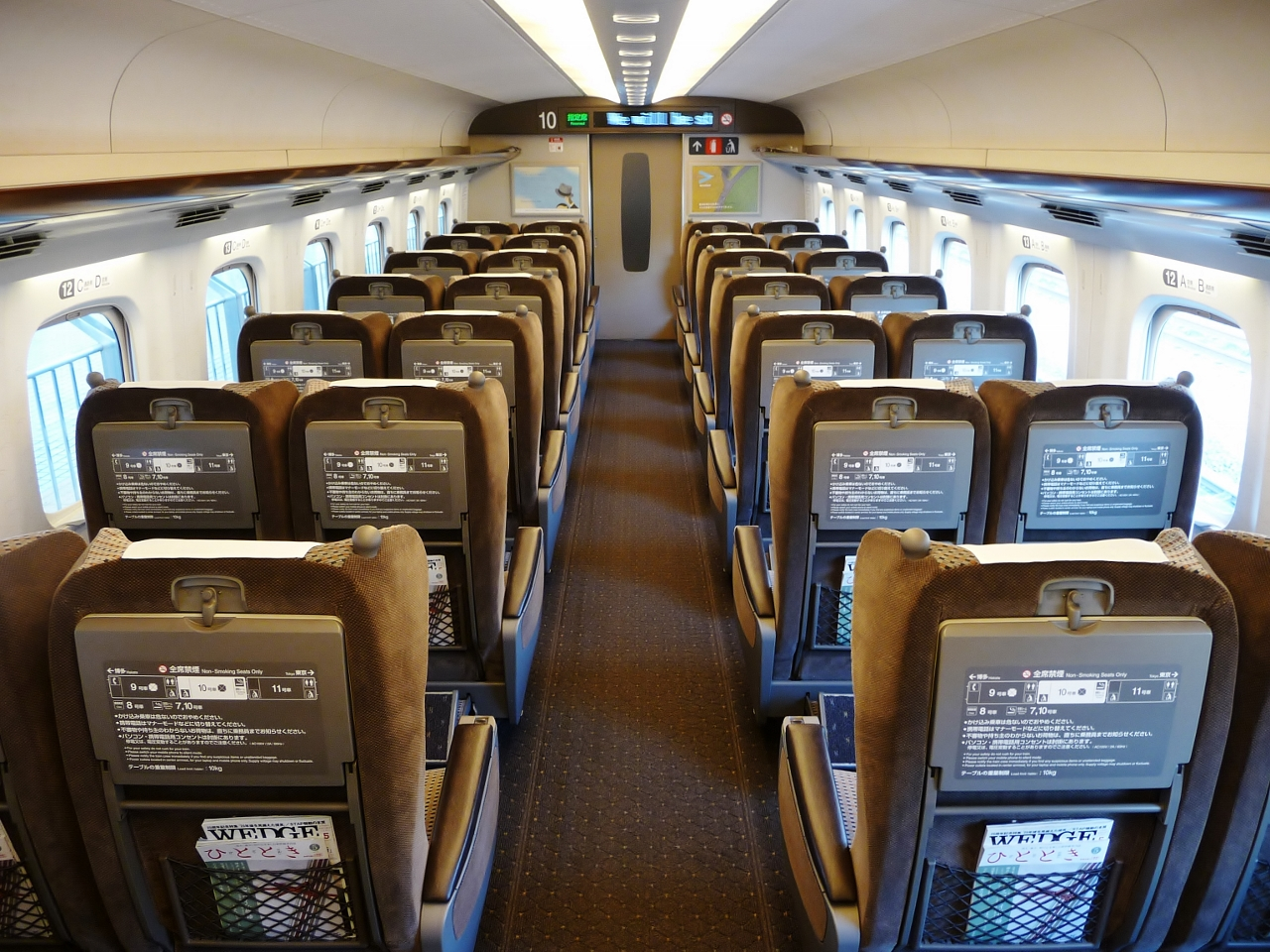
東海道・山陽新幹線のグリーン車で毎月、乗客向けに無料配付される『Wedge』と『ひととき』

## その他の事業
- WEDGE Infinity - 2009年2月創刊
- ほんのひととき - 2020年4月創刊